# Leptolalax alpinus
Leptolalax alpinus är en groddjursart som beskrevs av Fei, Ye, Li in Fei, Ye och Huang 1990. Leptolalax alpinus ingår i släktet Leptolalax och familjen Megophryidae. IUCN kategoriserar arten globalt som starkt hotad. Inga underarter finns listade i Catalogue of Life.